# Обрушение строящегося дома в Таганроге (2012)
Обрушение строящегося дома в Таганроге — техногенная катастрофа, случившаяся в Таганроге в 2012 году, при строительстве жилого дома по адресу улица Чехова 57, на перекрёстке улицы Чехова и Украинского переулка.

## О катастрофе
Разрешение на строительство трёхэтажного многоквартирного жилого дома с магазином и подземной автостоянкой на перекрёстке улицы Чехова и Украинского переулка было подписано главным архитектором Таганрога Андреем Максименко 5 марта 2012 года.
Здание строилось методом несъемной опалубки.
Обрушение строящегося здания произошло в 18 часов 12 минут 13 декабря 2012 года.
Информация об обрушении поступила в отделение поисково-спасательной службы Таганрога 13 декабря 2012 года в 18 часов 15 минут по Московскому времени. На разбирании завалов работали 4 отделения ПСП Таганрога, таганрогская пожарная охрана и полиция. Помощь оказывали бригады МЧС ЮФО: подразделения из Ростова-на-Дону, Азова, Новошахтинска, Краснодара, Ейска, военнослужащие 495 Спасательного центра п. Ковалёвка.
По информации министерства строительства Ростовской области ЧП произошло во время строительных работ на четвертом этаже, в то время, как по проекту дом являлся трехэтажным.
20 декабря 2012 года на заседании постоянной комиссии городской Думы Таганрога по строительству, градорегулированию и муниципальной собственности заместитель мэра Таганрога Юрий Корниенко заявил, что лично он, не будучи экспертом, обнаружил при осмотре развалин 12 нарушений, и этот факт говорит ему о том, что дом возводился абсолютно бесконтрольно.
Решением мэра Таганрога Владимира Прасолова, 15 декабря в городе объявлен траур по погибшим при обрушении дома.

## Жертвы
В результате катастрофы погибло 5 человек, пострадало 14 человек. Погибли А. В. Кучеренко, Р. А. Довлетов, Ю. С. Ефремов, Д. А. Казанцев, А. Г. Роменский. Трое из погибших — жители Таганрога, ещё двое — жители Неклиновского района Ростовской области, возраст погибших — от 20 до 37 лет.

## Компенсации пострадавшим
В связи с произошедшей трагедией было решено выплатить семьям погибших и пострадавших материальную компенсацию. Из бюджета Ростовской области семьям погибших было обещано выплатить по одному миллиону рублей, пострадавшим — по триста тысяч рублей. Из бюджета Таганрога семьям погибших было обещано выплатить по двести тысяч рублей, получившим тяжёлые повреждения по сто тысяч и получившим повреждения средней тяжести по пятьдесят тысяч рублей.

## Мнения специалистов о случившемся
Председатель таганрогского отделения Союза архитекторов России Борис Пополитов считает, что «в случившемся виновата, во-первых, погоня за деньгами, стремление застройщика сэкономить, побыстрее и подешевле построить, подороже продать. Ему нашептали, что дешевле будет построить методом несъемной опалубки, но в Таганроге нет специалистов, который умели бы строить по этой технологии. Надо понимать, что мы живем не в Германии: там, где нужен, к примеру, бетон определенной марки, у нас льют непонятно что. Рабочую силу привлекали с улицы. Ну, и самое главное — были допущены серьезные ошибки при проектировании, в конструктивных чертежах и в процессе строительства».
Эксперт в области строительства Евгений Абрашин заявил корреспонденту газеты «Аргументы и факты»: «Согласно Градостроительному кодексу, здания высотностью до трёх этажей не являются объектами капитального строительства и для их возведения не требуется проектная документация, которую необходимо предоставлять для прохождения экспертизы в государственные контролирующие органы. Очень часто застройщики пользуются этим и идут на хитрость: получают разрешения на строительство трёхэтажного здания, а сами ради дополнительной прибыли в нарушение закона возводят четырёх- и пятиэтажки».

## Следствие
На следующий после катастрофы день, 14 декабря 2012 года, губернатор Ростовской области Василий Голубев уволил руководителя региональной службы государственного строительного надзора Ростовской области Дмитрия Позднева.
Прораб и подрядчик стройки были задержаны 15 декабря 2012 года, против них было возбуждено уголовное дело по статье 216 УК РФ (нарушение правил безопасности строительных работ, повлекшее смерть двух и более лиц).
В январе 2013 года из-за рухнувшего дома было возбуждено уголовное дело против главного архитектора Таганрога Андрея Максименко, поскольку, по мнению прокуратуры Ростовской области, он подписал разрешение на строительство, чего делать было ни в коем случае нельзя. Разрешение было выдано им незаконно.
Фактического хозяина рухнувшего дома Владислава Акименко (по документам все оформлялось на его супругу) удалось задержать только в январе 2013 года, поскольку сразу же после трагедии он выехал за границу. В середине января Акименко сам пришел в следственное управление СК России по Ростовской области, чтобы ответить на все вопросы. После допроса предпринимателя задержали.
В марте 2013 года судом по ходатайству следствия было принято решение об отстранении от занимаемой должности заместителя главы администрации города Таганрога по вопросам архитектуры и градостроительства Юрия Корниенко с целью проведения объективного расследования и исключения возможности воспрепятствования установлению истины по делу.
26 июня 2014 года стало известно о том, что следствие закончено и дело передано в Таганрогский городской суд для рассмотрения по существу. Главному архитектору Таганрога Андрею Максименко предъявлено обвинение по статье «Превышение должностных полномочий», заместителю главы администрации города по вопросам архитектуры и градостроительства Юрию Корниенко — по статье «Халатность», застройщиков Владислава Акименко, Олега и Александра Токаревых обвиняют в нарушении правил безопасности при проведении строительных работ.
По мнению следствия, причиной обрушения здания явилась совокупность преступных деяний главного архитектора города Таганрога Андрея Максименко, незаконно выдавшего разрешение на строительство объекта, застройщика Владислава Акименко, не осуществлявшего строительный контроль и превысившего параметры разрешенного строительства, подрядчика Олега Токарева и прораба Александра Токарева, нарушивших правила безопасности при ведении строительных работ, а также заместителя Главы Администрации города Таганрога Юрия Корниенко, осведомленного об имеющихся нарушениях в ходе строительства, но не принявшего в связи с этим каких-либо мер.
Обвинительное заключение утвердил прокурор Таганрога. Если вина чиновников и строителей будет доказана, то им грозит наказание от трёх до десяти лет лишения свободы. Как заявил официальный представитель прокуратуры Ростовской области, «Были приняты все возможные меры для установления обстоятельств совершенного преступления, проведены сложные комплексные экспертизы, позволившие установить причины обрушения строящегося дома. К сожалению, ими явились не только нарушения, допущенные при производстве строительных работ, но и ненадлежащее исполнение своих обязанностей, а также явное превышение полномочий должностными лицами администрации Таганрога».
Бывший главный архитектор Таганрога Андрей Максименко заявил журналистам, что не считает себя виновным в произошедшем, объясняя причины произошедшей трагедии «комплексом сложившихся обстоятельств».

## Судебное разбирательство
Предварительные слушания по уголовному делу были проведены в Таганрогском городском суде 16 июля 2014 года.
На октябрь 2014 года судебное разбирательство продолжалось. Трое из пяти обвинияемых находились под стражей: строители Токаревы, арестованные в декабре 2012 года, и Акименко, взятый под стражу в конце января 2013 года.